# اموریا، ذنابلوس
اموریا، ذنابلوس یک منطقهٔ مسکونی در فلسطین است.

## خصوصیات
اموریا ۳۰۲ نفر جمعیت دارد.